# دومور تاون
دومور تاون (به انگلیسی: Dunmore Town) شهری در کشور باهاما است که جمعیت آن در سرشماری سال ۲۰۰۹ میلادی، ۱٬۵۷۸ نفر بوده‌است.